# 重心
重心（じゅうしん、center of gravity）は、力学において、空間的広がりをもって質量が分布するような系において、その質量に対して他の物体から働く万有引力（重力）の合力の作用点であると定義される点のことである。
なお、質量中心（しつりょうちゅうしん、center of mass）としばしば混同されるが、重力が一様でない場合には一致しない場合があるため、厳密には異なるものである。当記事では、特に断りのない限り、重心と質量中心を同じものとして説明する。
一様重力下で、質量分布が一様である（または図形の頂点に等質量が凝集している）とき、重心は幾何学的な意味での「重心」（幾何学的中心）と一致する（より一般の状況における重心は非一様場における重心の項を参照）。

## 概要

吊り下げによる重心位置の関係

図形の「質量中心」は、そのまわりでの一次モーメントが 0 であるような点である。数式を用いて書けば、図形 D に対して、点 g が D の重心であるとは、次が成り立つことである。
{\displaystyle \int _{D}({\boldsymbol {g}}-{\boldsymbol {r}})\,dV={\boldsymbol {0}}.}
また、図形 D （およびその周辺）の各点 r が密度 f(r) を持つなら、その重心 g とは、
{\displaystyle \int _{D}({\boldsymbol {g}}-{\boldsymbol {r}})f({\boldsymbol {r}})\,dV={\boldsymbol {0}}}
を満たす点 g である（もちろん g が D 外の点であることもあり得る）。
密度が一定の場合は幾何中心に一致する。これは単体に限って言うなら、全頂点の各座標の値の算術平均をその座標の値として持つ点である。例として、三角形のそれぞれの頂点と対辺の中点を結ぶ線分（中線）の交点は、その三角形の重心と一致する。
この点の簡単な見つけ方としては、重力下において、物体の端点で吊り下げた場合には、吊り下げ軸線上に重心が通ることを利用する、といったものがある。
以上のような「質量中心」は、「その質量に対して他の物体から働く万有引力（重力）の合力の作用点」すなわち「重心」と、重力が完全に一様な場合に限り一致する。例えば、地球など天体の重力は完全には一様ではないので、人工衛星の安定について議論する場合は、質量中心に対して働く（ように見える）遠心力と、質量中心よりもごくわずかに地球寄りにある重心に対して働く重力によって、極く僅かだが作用点が違うことによって発生するトルクが考慮される。

## 天体力学
天体力学的には、2つの球状天体の重心と軌道には次のようなパターンがある。

質量にあまり差がない2天体が共通の重心の周りを公転する（例えば、小惑星アンティオペの系）。
質量にやや差がある2天体が共通の重心の周りを公転する（例えば、冥王星とカロンの系）。
質量にかなり差がある2天体が共通の重心の周りを公転する（例えば、地球と月の系）。
質量に圧倒的な差がある2天体が共通の重心の周りを公転する（例えば、太陽と地球の系）。
質量にあまり差がない2天体が共通の重心の周りを異なる楕円軌道で公転する（連星系など）。